# 寧徳時代新能源科技
寧徳時代新能源科技（ねいとくじだいしんのうげんかぎ、CATL, Contemporary Amperex Technology）は、中国にある世界最大手の電気自動車用の電池メーカー。

## 概要
2011年に、曾毓群と黄世霖が中心となり設立。2人は家電用リチウムイオン電池メーカーである香港アンプレックステクノロジー(ATL)出身だが、そのATLは、日系企業であるTDKの上釜健宏元会長が中国駐在していた時の部下たちが立ち上げたスタートアップ企業だった。こうした縁からATLはTDKの子会社になり、Apple製品のバッテリーに採用されたことで利益を上げ、その中の車載電池部門が分離・独立してCATLが発足した。
電気自動車やエネルギー貯蔵システムのバッテリー管理システムのリチウムイオン電池のほか、バッテリーマネジメントシステム（BMS）の製造を行っている。福建省の寧徳市に本社を置き、寧徳市、青海省、溧陽市に製造拠点がある。主要研究開発センターは寧徳市とベルリンであったが、2018年5月に横浜市にも営業と開発の拠点を開設した。
CATLの年間販売量は2016年のエネルギー貯蔵能力の6.8GWhに達した。同社は2020年までに50GWhのリチウムイオンの生産能力を目標としている。
2017年には出荷量でパナソニックを抜いて電気自動車用の電池メーカーで世界一となった。
2018年7月にドイツのテューリンゲン州に海外初の工場の建設を発表した。
2019年7月に、ネクストエナジーと提携し、住宅・産業向けに低価格の蓄電池を2020年に日本で発売すると発表した。2020年発売予定だったが、19年11月にはCATLの電池セルを搭載した「iedenchiシリーズ」がネクストエナジーから販売開始された。

## 提携
CATLのバッテリー技術は現在多くの電気自動車メーカーが使用している。国際市場では、CATLはトヨタ自動車、本田技研工業、日産自動車、ダイハツ工業、PSA、現代自動車、BMW、フォルクスワーゲン、ダイムラーと協力している。中国では同社の顧客は北京汽車、吉利汽車、宇通客車、中通客車、金龍客車、上海汽車及び福田汽車が含まれる。
2017年1月、CATLはヴァルメト・オートモーティブと戦略的提携を結ぶ計画を発表した。その提携の一環として、CATLはヴァルメト・オートモーティブの株式の22%を取得した。